# Martín Miguel
Martín Miguel – gmina w Hiszpanii, w prowincji Segowia, w Kastylii i León, o powierzchni 15,3 km². W 2011 roku gmina liczyła 252 mieszkańców.